# Alice Csodaországban (film, 1951)
Az Alíz Csodaországban (sok magyar kiadásban: Alice Csodaországban; eredeti címén: Alice in Wonderland) 1951-ben bemutatott amerikai rajzfilm, amely Lewis Carroll azonos című meséje alapján készült. A 13. Disney-film rendezői Clyde Geronimi, Wilfred Jackson és Hamilton Luske. Az animációs játékfilm producere Walt Disney. A forgatókönyvet Milt Banta, Del Connell, William Cottrell, Joe Grant, Winston Hibler, Dick Huemer, Dick Kelsey, Tom Oreb, Bill Peet, Erdman Penner, Joe Rinaldi, Ted Sears és John Walbridge írta, a zenéjét Oliver Wallace szerezte. A mozifilm a Walt Disney Productions gyártásában készült, az RKO Pictures forgalmazásában jelent meg. Műfaja zenés, kalandos fantasyfilm.
Amerikában 1951. július 26-án mutatták be a mozikban. Magyarországon 1992. december 24-én az MTV1-en vetítették le a televízióban. A Magyar Televízió által készített magyar szinkronnal VHS-en és DVD-n is kiadták. Dobos Éva fordította.

## Cselekmény
Alíz (eredeti nevén: Alice) egy angol kislány, aki egy nap a pataknál megpillant egy öltönyös, fehér nyulat. Utána iramodik, míg el nem éri a nyula odúját. Bebújik, majd rövid zuhanás után csodaországban találja magát. Itt aztán furcsábbnál furcsább dolgok történnek vele. Találkozik Dodóval és barátaival, akik egyfolytában futnak, hogy megszáradjanak, Subidammal és Subiduval egy ikerpárral, a pipázó hernyóval, a Vigyor Kandúrral, a Bolond Kalapossal és a Szív Királynővel és kártya hadával. Végül felébredve magához tér és megnyugodva rájön, hogy az egész álom volt.

## Szereplők
| Szereplő          | Eredeti hang      | Magyar hang        | Leírás |
| ----------------- | ----------------- | ------------------ | --- |
| Alíz              | Kathryn Beaumont  | Tunyogi Bernadett  | Szőke hajú, kék szemű fiatalabbik lánytestvér, aki Csodaországról álmodik.                                                                       |
| Vigyor kandúr     | Sterling Holloway | Makay Sándor       | Egy vidám kövér macska, aki láthatatlanná is tud válni. A film arra is utal, hogy valószínűleg csak Alíz látja őt.                               |
| Szív királynő     | Verna Felton      | Pregitzer Fruzsina | Csodaország királynője. |
| Szív király       | Dink Trout        | Dobránszky Zoltán  | Csodaország királya. |
| Bolond Kalapos    | Ed Wynn           | Szuhay Balázs      | Egy bolondos teázó zöld kalapos férfi. |
| Kerge nyúl        | Jerry Colonna     | Laklóth Aladár     | Egy bolondos nyúl, Bolondos kalapos legjobb barátja.                                                                                             |
| Subidám és Subidú | J. Pat O’Malley   | Forgács Gábor      | Egy ikerpár, akik elmeséli Alíznak a kíváncsi osztrigák történetét.                                                                              |
| Rozmár            | J. Pat O’Malley   | Vajda László       | Egy ember-formájú rozmár, Subidám és Subidú történetéből.                                                                                        |
| Ácsmester         | J. Pat O’Malley   | Bolba Tamás        | Egy ácsoló ember, Subidám és Subidú történetéből.                                                                                                |
| Osztriga anyó     | J. Pat O’Malley   | Kassai Ilona       | Egy bölcs osztriga hölgy. |
| Fehér nyuszi      | Bill Thompson     | Kerekes József     | Egy vörös mellényes, szemüveges nyúl, aki a Csodaország palotájához siet.                                                                        |
| Dodo              | Bill Thompson     | Balázs Péter       | Egy lila kabátos dodo madár, a pártgyűlés verseny bírója.                                                                                        |
| Hernyó úr         | Richard Haydn     | Harkányi Endre     | Egy vízipipázó kék hernyó, aki a gombán ül, de pillangó lesz belőle.                                                                             |
| Kilincs           | Joseph Kearns     | Konter László      | Egy beszélő ajtókilincs. |
| Mathilda          | Heather Angel     | Papp Ágnes         | Vörös hajú, kék szemű idősebbik lánytestvér, Alíz nővére.                                                                                        |
| Dinah             | Clarence Nash     | saját hangján      | Alíz vörös kiscicája. |
| Mormota           | Jimmy MacDonald   | Victor Máté        | Egy lusta egér, aki amikor meghallja azt a "MACSKA" szót, akkor rohangál és beleörül ijedtében, a lekvár segítségével megnyugtatja a rémületeit. |
| 2-es kártya       | Bill Lee          | Victor Máté        | A treff kettes kártya festő. |
| Bill              | Larry Grey        | Pusztaszeri Kornél | Egy kéményseprő gyík, aki a fehér nyuszi házához jön kéményt seperni.                                                                            |
| 3-as kártya       | Larry Grey        | Bolba Tamás        | A treff hármas kártya festő. |
| Rózsa             | Doris Lloyd       | Bessenyei Emma     | Az éneklő virágok karnagynője. |
| Tátika            | Queenie Leonard   | Kertesi Ingrid     | Egy sznob lila virág a többi közül. |
| Anyamadár         | Queenie Leonard   | Magda Gabi         | A tojásokat féltő tojó madár, aki kígyónak nézi Alízt.                                                                                           |
| Margaréta         | Lucille Bliss     | Détár Enikő        | Egy fehér szirmú virág a többi közül. |
| Sárga tulipán     | Lucille Bliss     | Némedi Mari        | Az egyik tulipán a kettő közül. |
| Ász kártya        | Thurl Ravenscroft | Bognár Zsolt       | A treff kártya festő. |

## Betétdalok
| Magyar                      | Magyar                                              | Angol                         | Angol                                                               |
| Dal                         | Előadó                                              | Dal                           | Előadó                                                              |
| --------------------------- | --------------------------------------------------- | ----------------------------- | ------------------------------------------------------------------- |
| Csodás szép álmodban        | Bolba Tamás Kertesi Ingrid Nyírő Bea Victor Máté    | Alice in Wonderland           | The Mellomen                                                        |
| Így álmodom                 | Tunyogi Bernadett                                   | In a World of My Own          | Kathryn Beaumont                                                    |
| Elkésem                     | Kerekes József                                      | I'm Late                      | Bill Thompson                                                       |
| Matróz élet a kedvencem     | Balázs Péter                                        | The Sailor's Hornpipe         | Bill Thompson                                                       |
| Körbecsukó verseny          | Balázs Péter Bolba Tamás Victor Máté                | The Caucus Race               | Bill Thompson The Mellomen                                          |
| Köszöntjük Önt, és hogy van | Forgács Gábor                                       | How Do You Do and Shake Hands | J. Pat O’Malley                                                     |
| A Rozmár és az Ácsmester    | Forgács Gábor Bolba Tamás Vajda László Kassai Ilona | The Walrus and the Carpenter  | J. Pat O’Malley                                                     |
| William apó                 | Forgács Gábor                                       | Old Father William            | J. Pat O’Malley                                                     |
| Gyújts alá, ha kell         | Balázs Péter                                        | Smoke the Blighter Out        | Bill Thompson                                                       |
| Színarany és alkony         | Kertesi Ingrid Kiss Erika Nyírő Bea                 | All in the Golden Afternoon   | Norma Zimmer Queenie Leonard Lucille Bliss Marni Nixon Norma Zimmer |
| AEIOU                       | Harkányi Endre                                      | AEIOU                         | Richard Haydn                                                       |
| Egy brilleg                 | Makay Sándor                                        | Twas Brillig                  | Sterling Holloway                                                   |
| Boldog nemszületésnap       | Szuhay Balázs Laklóth Aladár                        | The Unbirthday Song           | Ed Wynn Jerry Colonna                                               |
| Nagyon jó tanács            | Tunyogi Bernadett                                   | Very Good Advice              | Kathryn Beaumont                                                    |
| A rózsákat festjük ím       | Bolba Tamás Victor Máté                             | Painting the Roses Red        | The Mellomen                                                        |

## Televíziós megjelenések
TV-1 / M1, M2 

## Jelölés
- 1952 – Oscar-díj jelölés – a legjobb musical filmzene Oliver Wallace